# Endrosa abundata
Endrosa abundata är en fjärilsart som beskrevs av Daniel 1953. Endrosa abundata ingår i släktet Endrosa och familjen björnspinnare. Inga underarter finns listade i Catalogue of Life.